# El Casalot de Palou
El Casalot de Palou és una masia de Palou, al municipi de Torrefeta i Florejacs (Segarra), inclosa a l'Inventari del Patrimoni Arquitectònic de Catalunya.

## Descripció
Edifici de dos cossos i tres plantes, amb edifici annex al costat. A la façana principal (est), al centre a la planta baixa hi ha l'entrada emmarcada en carreus. A cada costat de la porta hi ha una finestra amb reixa. A la següent planta, al centre, una gran vidriera i, a cada costat de la vidriera, una finestra.
A la façana sud té adossat l'altre cos. A l'esquerra de la façana hi ha unes escales que pugen fins a la segona planta, on hi ha una porta, a la seva esquerra hi ha una finestra. A la façana oest, a la planta baixa a la dreta, hi ha dues espitlleres i a l'esquerra de tot, hi ha una finestra. Al pis següent, hi ha tres finestres, i al darrer també. A la façana nord, hi ha una entrada tapiada a la planta baixa i, a cada costat de l'entrada, una finestra. Al següent pis, hi ha dues finestres juntes, i al darrer dos més.
L'altre cos es troba adjunt a la façana sud del primer. La façana est d'aquest cos té una finestra a la segona planta. A la façana sud, té una petita terrassa amb barana de ferro, on s'accedeix per una porta amb vidriera. En aquesta terrassa hi ha també un gran finestral. Més a l'esquerra, fora de la terrassa, hi ha una finestra. A l'oest hi ha una finestra al segon pis, davant de les escales abans esmentades.
Una deu metres al sud hi ha dos edificis de concepció ramadera. Cal esmentar també la presència d'un pou davant de la façana principal de la casa.
S'hi arriba per un trencall a la dreta en el km 19 de la carretera L-313 en direcció a Guissona.